# Philocrena trialetica
Philocrena trialetica là một loài Trichoptera trong họ Rhyacophilidae. Chúng phân bố ở miền Cổ bắc.